# Erechthias streptogramma
Erechthias streptogramma är en fjärilsart som beskrevs av Oswald Beltram Lower 1905. Erechthias streptogramma ingår i släktet Erechthias och familjen äkta malar. Inga underarter finns listade i Catalogue of Life.